# القندولة
القندولة هي إحدى القرى اللبنانية من قرى قضاء راشيا في محافظة البقاع.
والقندول (المفرد: قندولة) في اللهجة اللبنانية المحكية، نبات شوكي بري له أزهار صفراء ينبت في البراري المهجورة والجبال الوعرة.